# HyperScan
HyperScan – konsola gier wideo wyprodukowana przez Mattel, miała swoją premierę na rynku 26 października 2006 roku. Konsola korzysta z technologii RFID, nośnikiem danych są płyty UDF. HyperScan posiada dwa porty dla kontrolerów, oraz skaner RFID 13,56 MHz, który odczytuje i zapisuje dane ze specjalnych kart, które służą do aktywowania dodatkowych funkcji w grach i zapisywania postępu w rozgrywce.
Konsola była sprzedawana w dwóch wariantach – zwykłej i dla dwóch graczy w sklepach dostępna była pierwsza z nich, zestaw dla dwóch graczy był dostępny tylko online. Zestaw ze sklepów zawierał konsolę, kontroler, płytę z grą X-Men i 6 kart X-Men. Drugi zestaw oprócz tego zawierał dodatkowy kontroler i 12 dodatkowych kart X-Men.
Konsola została wycofana z rynku w 2007 roku z powodu słabych wyników w sprzedaży gier jak i samej konsoli Magazyn PC World ogłosił w jednym ze swych artykułów, że HyperScan jest jedną z dziesięciu najgorszych konsol wszech czasów.

## Gry
Na konsolę wydano pięć poniższych tytułów, choć początkowo ich planowano wydać siedem, wszystkie korzystały ze specjalnych kart, które pozwalały na używanie dodatkowej zawartości:
- X-Men (dodawana do zestawu z konsolą)
- Spider-Man
- Marvel Heroes HyperScan
- IWL: Interstellar Wrestling League
- Ben 10

### Homebrew
Mimo niewielkiej popularności i mimo słabego odbioru, konsola doczekała się kilku projektów Homebrew.

## Odbiór
Konsola otrzymała złe opinie zarówno od graczy jak i od ekspertów, krytykowano design konsoli, niską jakość wykonania konsoli oraz gier i problemy z kontrolerami.